# هفتاد و چهارمین دوره جوایز اسکار
هفتاد و چهارمین دوره مراسم اعطای جوایز اسکار (انگلیسی: 74th Academy Awards) در ۲۴ فوریه ۲۰۰۲ در سالن تئاتر دالبی، هالیوود، لس‌آنجلس برگزار شد. در این مراسم بهترین فیلم‌های سال ۲۰۰۱ جهان به انتخاب آکادمی علوم و هنرهای تصاویر متحرک جایزه گرفتند.
ووپی گلدبرگ مجری این مراسم بود

## جوایز

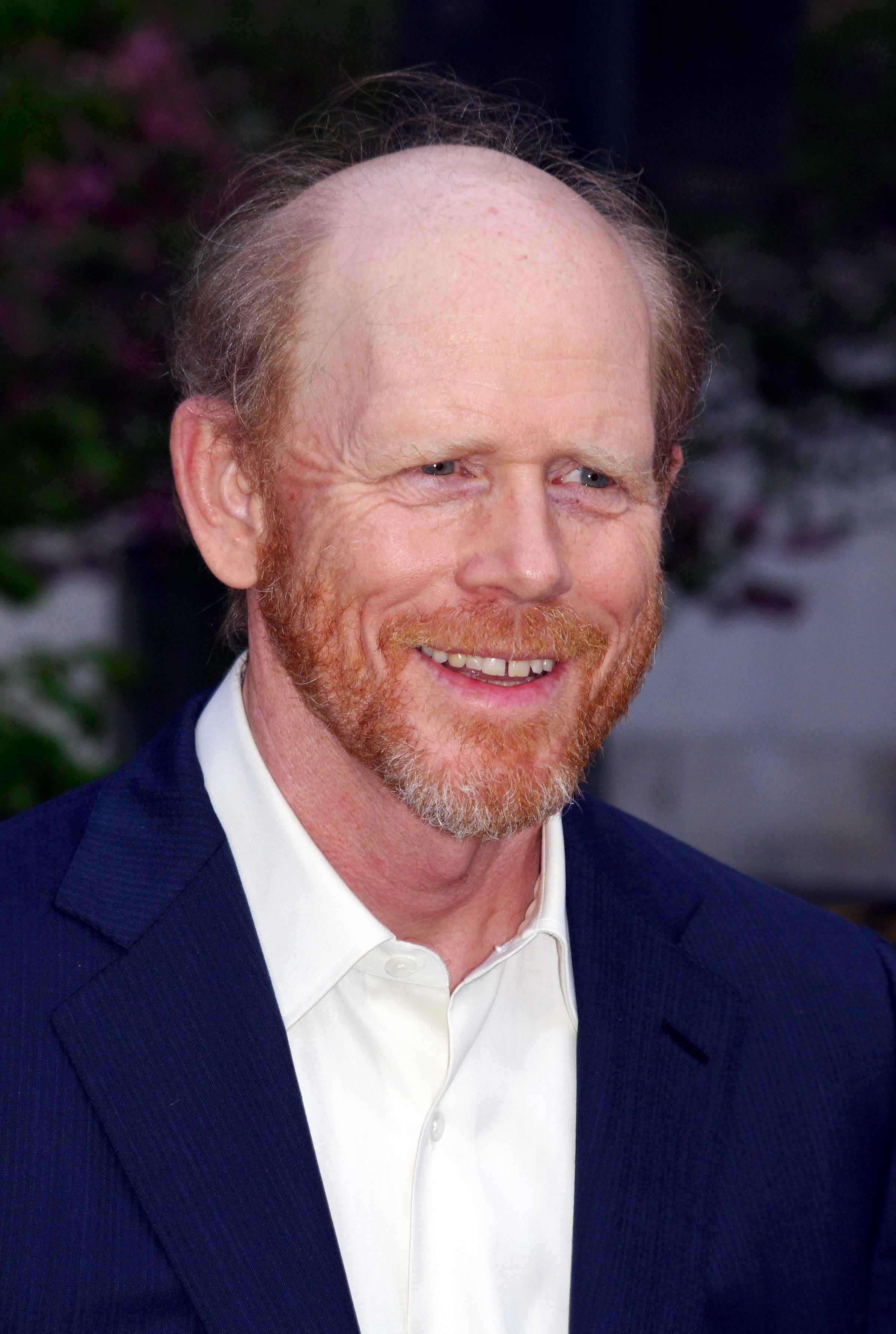
ران هاوارد، Best Director winner

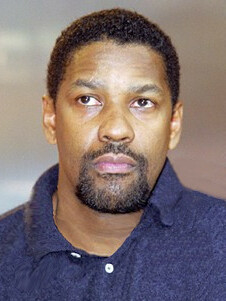
دنزل واشنگتن، Best Actor winner

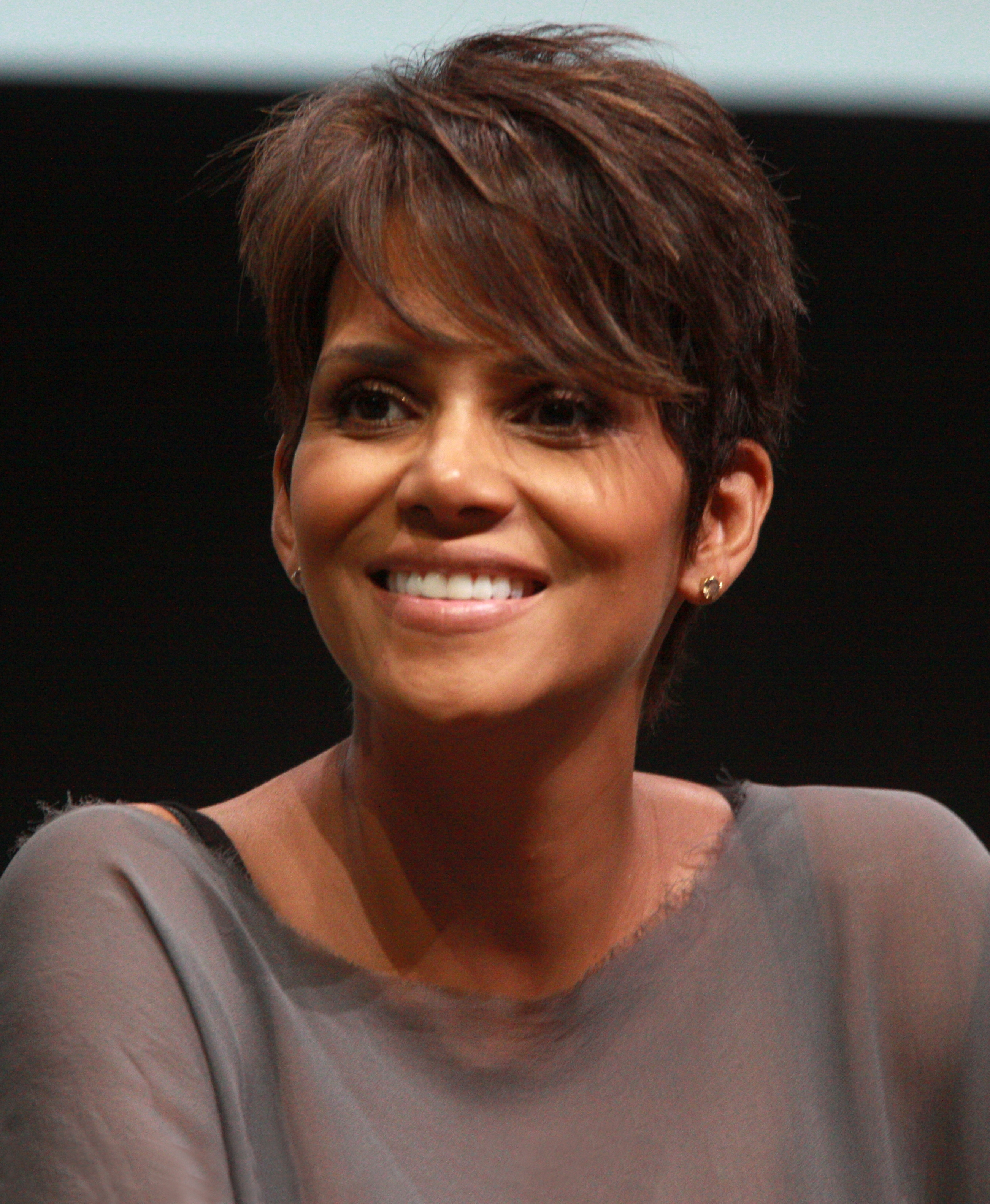
هلی بری، Best Actress winner

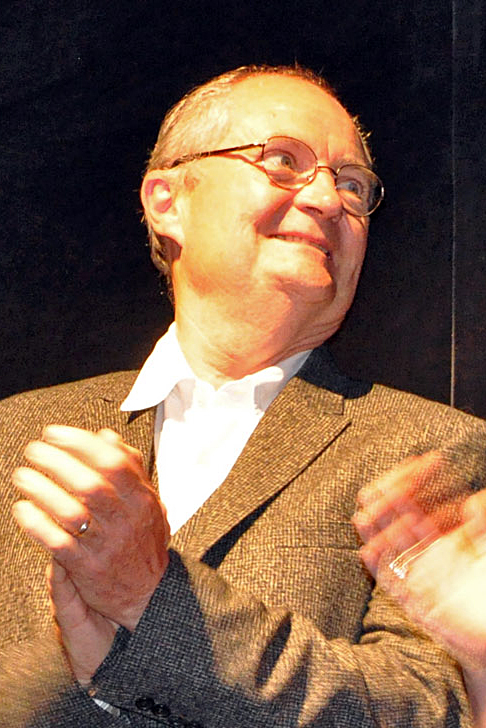
جیم برودبنت، Best Supporting Actor winner

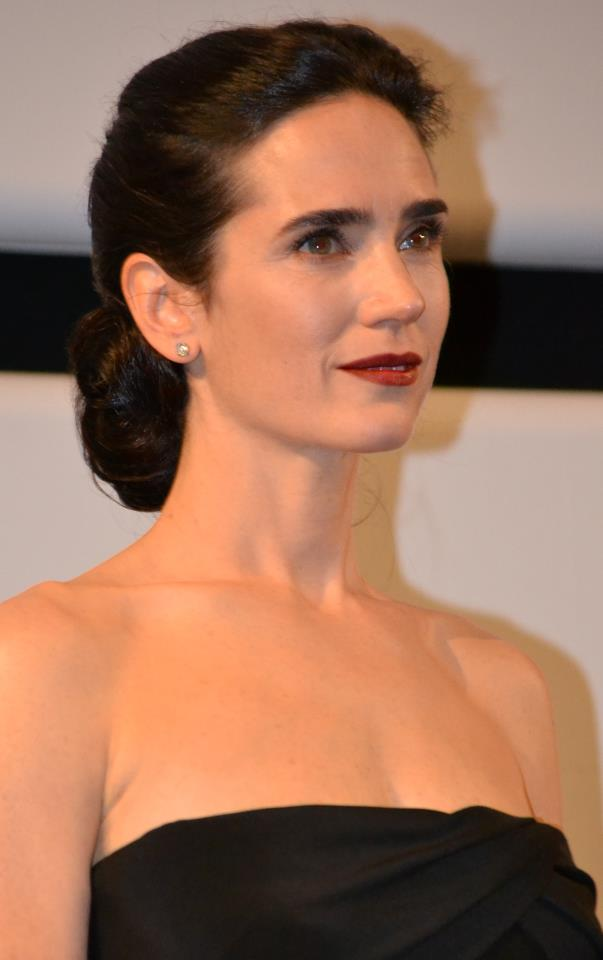
جنیفر کانلی، Best Supporting Actress winner

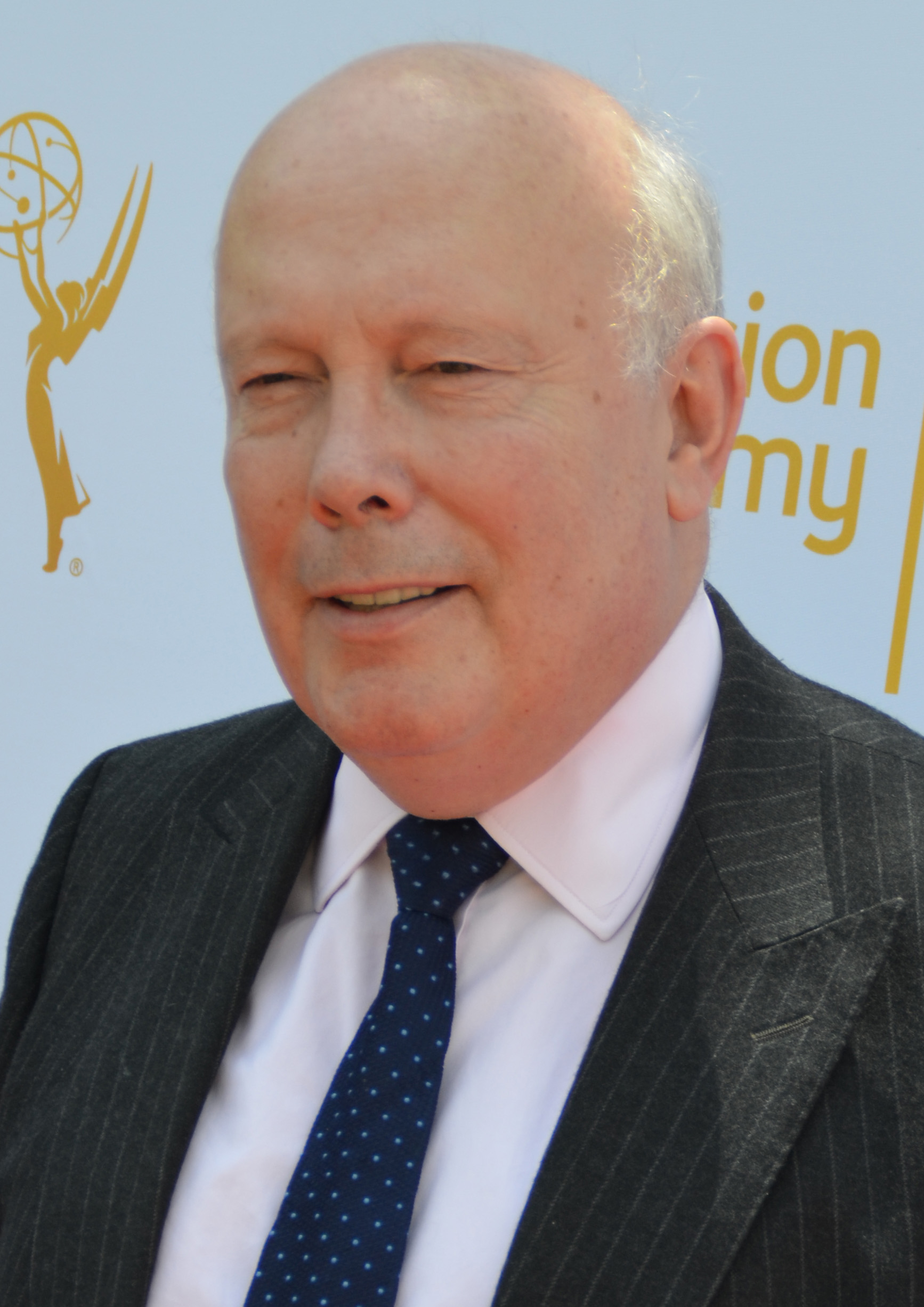
جولین فلوز، Best Original Screenplay winner

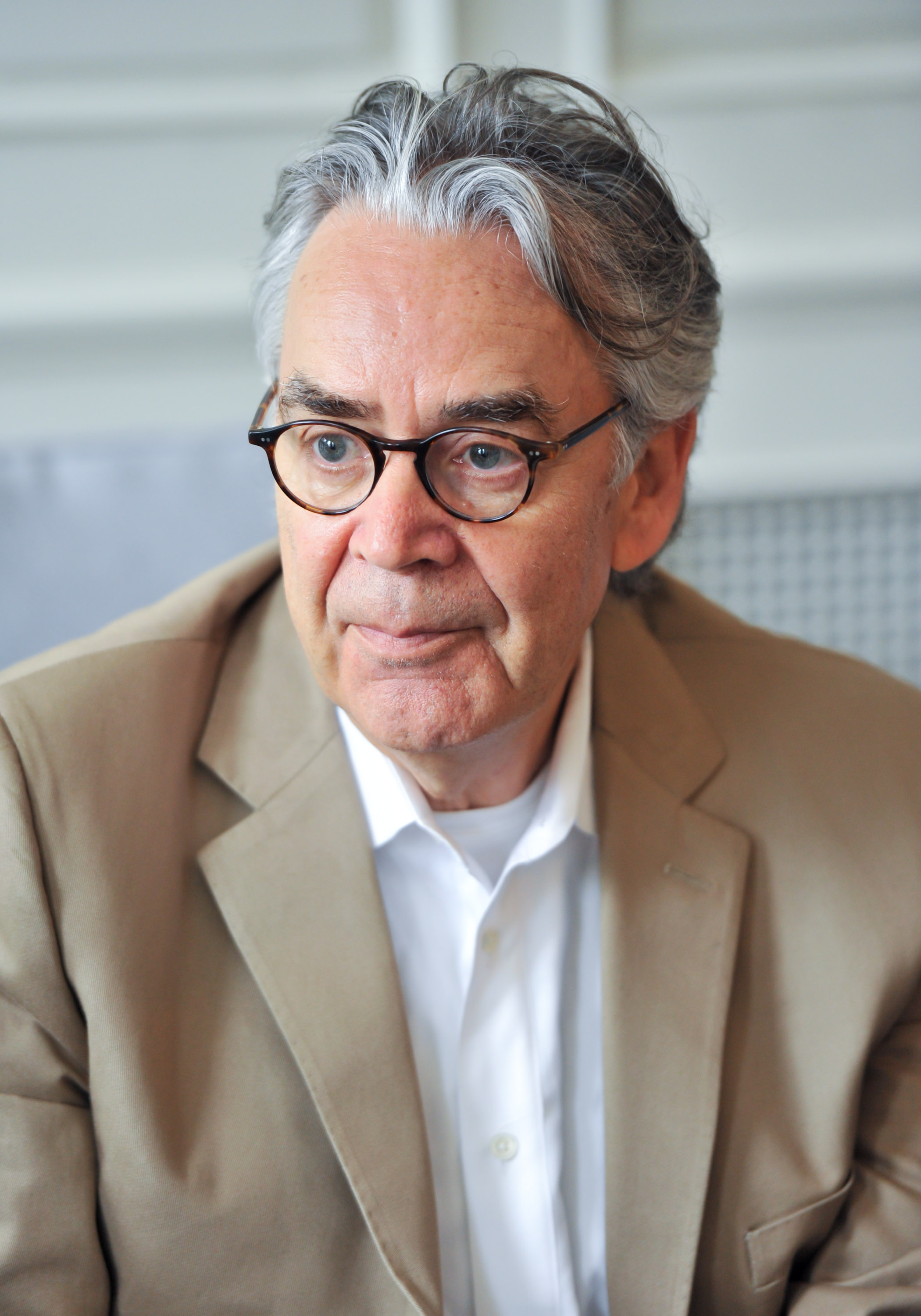
هاوارد شور، Best Original Score winner

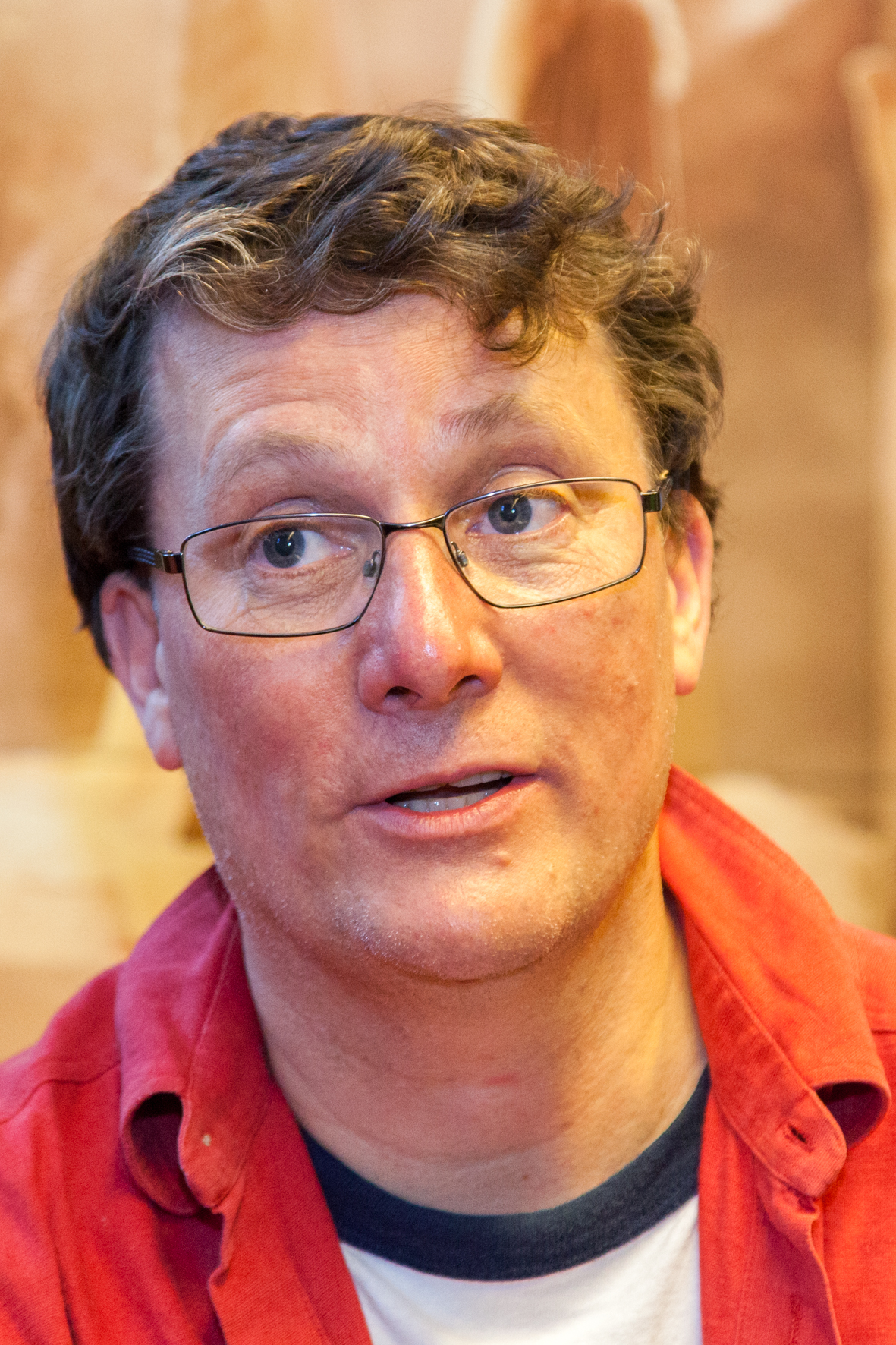
ریچارد تیلر، Best Makeup co-winner

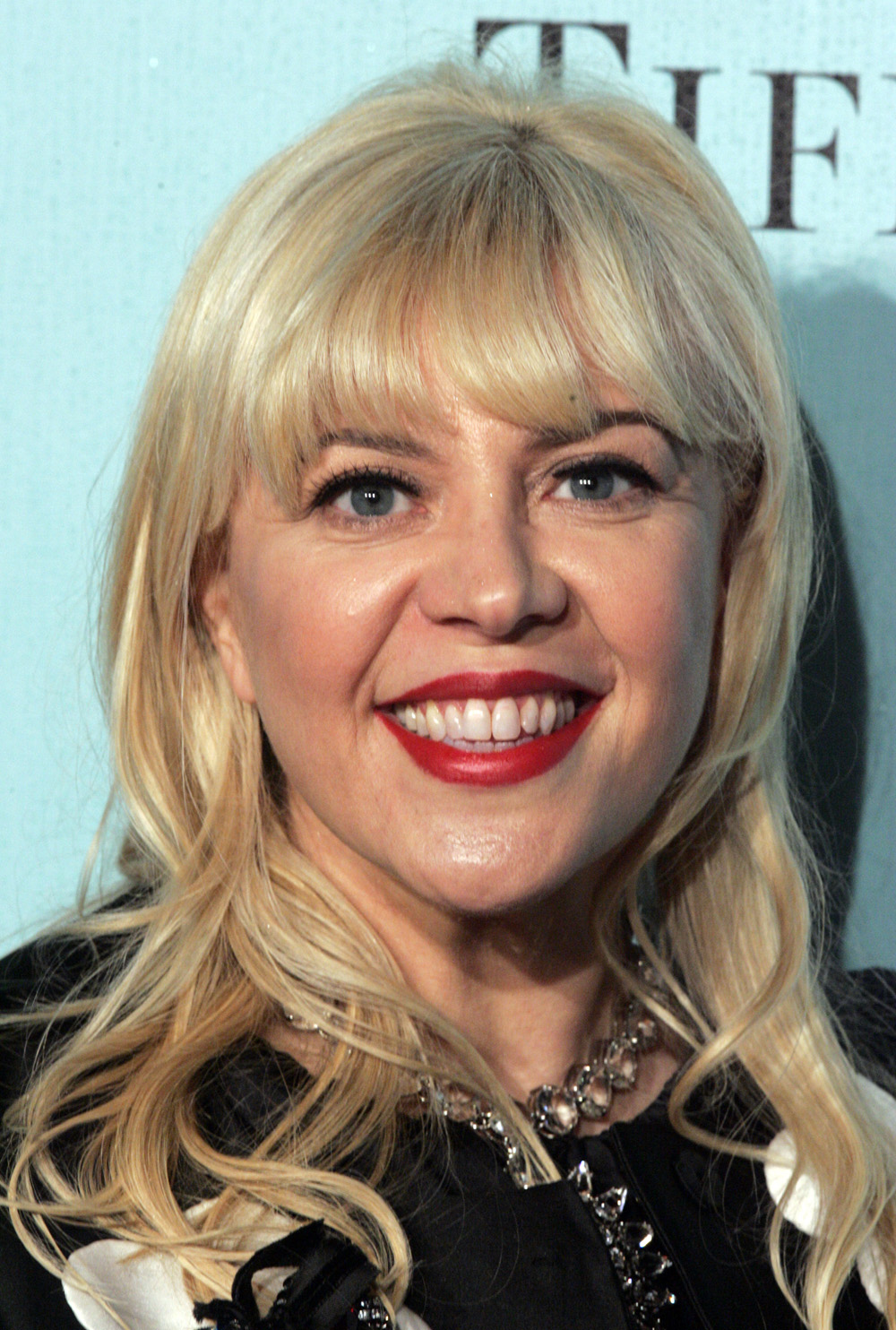
کاترین مارتین، Best Production Design and Best Costume Design co-winner

برندگان نخست و در حروف برجسته پررنگ فهرست شده‌اند..
| جایزه اسکار بهترین فیلم - ذهن زیبا – برایان گریزر، ران هاوارد - گاسفورد پارک – رابرت آلتمن، باب بالابان، David Levy - در اتاق خواب – رس کاتز, تاد فیلد، Graham Leader - ارباب حلقه‌ها: یاران حلقه – پیتر جکسون، فرن والش، باری ام آزبرن - مولن روژ! – باز لورمن، Fred Baron, Martin Brown | جایزه اسکار بهترین کارگردانی - ران هاوارد – ذهن زیبا - ریدلی اسکات – سقوط شاهین سیاه - رابرت آلتمن – گاسفورد پارک - پیتر جکسون – ارباب حلقه‌ها: یاران حلقه - دیوید لینچ – جاده مالهالند |
| جایزه اسکار بهترین بازیگر نقش اول مرد - دنزل واشنگتن – روز تعلیم در نقش Alonzo Harris - راسل کرو – ذهن زیبا در نقش جان فوربز نش - شان پن – من سم هستم در نقش Sam Dawson - ویل اسمیت – علی در نقش محمدعلی کلی - تام ویلکینسون – در اتاق خواب در نقش Dr. Matthew Fowler | جایزه اسکار بهترین بازیگر نقش اول زن - هلی بری – مهمانی هیولا در نقش Leticia Musgrove - جودی دنچ – آیریس در نقش آیریس مرداک - نیکول کیدمن – مولن روژ! در نقش Satine - سیسی اسپیسک – در اتاق خواب در نقش Ruth Fowler - رنی زلوگر – خاطرات بریجت جونز در نقش Bridget Jones |
| جایزه اسکار بهترین بازیگر نقش مکمل مرد - جیم برودبنت – آیریس در نقش John Bayley - ایتن هاک – روز تعلیم در نقش Officer Jake Hoyt - بن کینگزلی – جانور سکسی در نقش Don Logan - ایان مک‌کلن – ارباب حلقه‌ها: یاران حلقه در نقش گندالف - جان ویت – علی در نقش هاوارد کوسل | جایزه اسکار بهترین بازیگر نقش مکمل زن - جنیفر کانلی – ذهن زیبا در نقش Alicia de Lardé-Nash - هلن میرن – گاسفورد پارک در نقش Jane Wilson - مگی اسمیت – گاسفورد پارک در نقش Constance Trentham - مریسا تومه – در اتاق خواب در نقش Natalie Strout - کیت وینسلت – آیریس در نقش آیریس مرداک |
| جایزه اسکار بهترین فیلم‌نامه غیراقتباسی - گاسفورد پارک – جولین فلوز - سرنوشت شگفت‌انگیز املی پولن – Guillaume Laurant و ژان-پیر ژونه - ممنتو – کریستوفر نولان و جاناتان نولان - مهمانی هیولا – Milo Addica و Will Rokos - خانواده اشرافی تننبام – وس اندرسن و اوون ویلسون | جایزه اسکار بهترین فیلم‌نامه اقتباسی - ذهن زیبا – آکیوا گلدسمن از یک ذهن زیبا اثر Sylvia Nasar - دنیای روح – دنیل کلوز و تری زوئیگاف از دنیای روح اثر دنیل کلوز - در اتاق خواب – تاد فیلد و Robert Festinger از "Killings" اثر Andre Dubus - ارباب حلقه‌ها: یاران حلقه – پیتر جکسون، فرن والش و فیلیپا بوینس از یاران حلقه اثر جان رونالد روئل تالکین - شرک – تد الیوت، Terry Rossio, Joe Stillman و Roger S. H. Schulman از Shrek! اثر William Steig |
| فهرست جوایز اسکار بهترین فیلم‌های پویانمایی - شرک – Aron Warner - جیمی نوترون: پسر نابغه – جان ای. دیویس و استیو اودکرک - شرکت هیولاها – پیت داکتر و جان لستر | جایزه اسکار بهترین فیلم خارجی‌زبان - سرزمین هیچ‌کس (Bosnia-Herzegovina) به زبان بوسنیایی – دانیس تانویچ - سرنوشت شگفت‌انگیز املی پولن (France) به زبان فرانسوی – ژان-پیر ژونه - Elling (Norway) به زبان نروژی – Petter Ness - باج (India) به زبان هندی و بوجپوری – آشوتوش گواریکر - Son of the Bride (Argentina) به زبان اسپانیایی – خوان خوزه کامپانلا                                                                                                |
| جایزه اسکار بهترین فیلم مستند - قتل در صبح یکشنبه – ژان-زاویه دو لیستاد و Denis Poncet - Children Underground – Edet Belzberg - LaLee's Kin: The Legacy of Cotton – Susan Froemke و Deborah Dickson - قول‌ها – Justine Shapiro و B.Z. Goldberg - عکاس جنگ – کریستین فرای | Best Documentary Short Subject - Thoth – Sarah Kernochan و Lynn Appelle - Artists and Orphans: A True Drama – Lianne Klapper McNally - Sing! – فریدا لی مک و Jessica Sanders |
| جایزه اسکار بهترین فیلم کوتاه - حسابدار – ری مک‌کینون و لیسا بلونت - Copy Shop – ویرجیل ویدریش - Gregor’s Greatest Invention – Johannes Kiefer - A Man Thing (Meska Sprawa) – Slawomir Fabicki و Bogumil Godfrejow - Speed for Thespians – Kalman Apple و Shameela Bakhsh | جایزه اسکار بهترین پویانمایی کوتاه - برای پرندگان – رالف اگلستون - Fifty Percent Grey – Ruairí Robinson و Seamus Byrne - Give Up Yer Aul Sins – Cathal Gaffney و Darragh O’Connell - Strange Invaders – Cordell Barker - Stubble Trouble – Joseph E. Merideth |
| جایزه اسکار بهترین موسیقی فیلم - ارباب حلقه‌ها: یاران حلقه – هاوارد شور - ذهن زیبا – جیمز هورنر - هری پاتر و سنگ جادو – جان ویلیامز - شرکت هیولاها – رندی نیومن - هوش مصنوعی – جان ویلیامز | جایزه اسکار بهترین ترانه - If I Didn't Have You" from شرکت هیولاها – موسیقی و ترانه اثر رندی نیومن - "May It Be" from ارباب حلقه‌ها: یاران حلقه – موسیقی و ترانه اثر انیا، Nicky Ryan و Roma Ryan - "There You'll Be" from پرل هاربر – موسیقی و ترانه اثر دایان وارن - "Until..." from کیت و لئوپولد – موسیقی و ترانه اثر استینگ - "Vanilla Sky" from آسمان وانیلی – موسیقی و ترانه اثر پل مک‌کارتنی                                                  |
| جایزه اسکار بهترین تدوین صدا - پرل هاربر – کریستوفر بویز و George Watters II - شرکت هیولاها – گری رایدستورم و مایکل سیلوز | Best Sound - سقوط شاهین سیاه – Michael Minkler, Myron Nettinga و کریس مونرو - سرنوشت شگفت‌انگیز املی پولن – Vincent Arnardi, Guillaume Leriche و Jean Umansky - ارباب حلقه‌ها: یاران حلقه – کریستوفر بویز، مایکل سمانیک، Gethin Creagh و Hammond Peek - مولن روژ! – Andy Nelson, انا بلمر, Roger Savage و Guntis Sics - پرل هاربر – Greg P. Russell, Peter J. Devlin و Kevin O'Connell                                                                |
| جایزه اسکار بهترین طراحی صحنه - مولن روژ! – کارگردان هنری: کاترین مارتین; Set Decoration: Brigitte Broch - سرنوشت شگفت‌انگیز املی پولن – کارگردان هنری: Aline Bonetto; Set Decoration: Marie-Laure Valla - گاسفورد پارک – کارگردان هنری: Stephen Altman; Set Decoration: Anna Pinnock - هری پاتر و سنگ جادو – کارگردان هنری: Stuart Craig; Set Decoration: Stephenie McMillan - ارباب حلقه‌ها: یاران حلقه – کارگردان هنری: Grant Major; Set Decoration: Dan Hennah | جایزه اسکار بهترین فیلمبرداری - ارباب حلقه‌ها: یاران حلقه – اندرو لزنی - سرنوشت شگفت‌انگیز املی پولن – برونو دل‌بونل - سقوط شاهین سیاه – اسواوومیر ایجاک - مردی که آنجا نبود – راجر دیکینس - مولن روژ! – دونالد مک‌آلپاین |
| Best Makeup - ارباب حلقه‌ها: یاران حلقه – Peter Owen و ریچارد تیلر - ذهن زیبا – گرگ کینم و Colleen Callaghan - مولن روژ! – Maurizio Silvi و Aldo Signoretti | جایزه اسکار بهترین طراحی لباس - مولن روژ! – کاترین مارتین و انگس استرثی - The Affair of the Necklace – میلنا کانونرو - گاسفورد پارک – جنی بیون - هری پاتر و سنگ جادو – Judianna Makovsky - ارباب حلقه‌ها: یاران حلقه – نگیلا دیکسون و ریچارد تیلر |
| جایزه اسکار بهترین تدوین - سقوط شاهین سیاه – پیترو اسکالیا - ذهن زیبا – مایک هیل و دانیال پی. هانلی - ارباب حلقه‌ها: یاران حلقه – جان گیلبرت (تدوینگر) - ممنتو – دودی دورن - مولن روژ! – Jill Bilcock | جایزه اسکار بهترین جلوه‌های تصویری - ارباب حلقه‌ها: یاران حلقه – Jim Rygiel, Randall William Cook, ریچارد تیلر و Mark Stetson - هوش مصنوعی – Dennis Muren, Scott Farrar, استن وینستون و Michael Lantieri - پرل هاربر – Eric Brevig, John Frazier, Ed Hirsh و Ben Snow |

## جایزه اسکار افتخاری
- سیدنی پوآتیه[۴]
- رابرت ردفورد[۵]

## جایزه بشردوستانه ژان هرشولت
- آرتور هیلر[۶]

## فیلم‌های با بیش از یک جایزه یا نامزدی
| Nominations | Film                       |
| ----------- | -------------------------- |
| 13          | ارباب حلقه‌ها: یاران حلقه   |
| ۸           | ذهن زیبا                   |
| ۸           | مولن روژ!                  |
| 7           | گاسفورد پارک               |
| ۵           | در اتاق خواب               |
| ۵           | سرنوشت شگفت‌انگیز املی پولن |
| ۴           | سقوط شاهین سیاه            |
| ۴           | شرکت هیولاها               |
| ۴           | پرل هاربر                  |
| ۳           | هری پاتر و سنگ جادو        |
| ۳           | آیریس                      |
| ۲           | هوش مصنوعی                 |
| ۲           | علی                        |
| ۲           | ممنتو                      |
| ۲           | مهمانی هیولا               |
| ۲           | شرک                        |
| ۲           | روز تعلیم                  |

| Awards | Film                     |
| ------ | ------------------------ |
| ۴      | ذهن زیبا                 |
| ۴      | ارباب حلقه‌ها: یاران حلقه |
| ۲      | سقوط شاهین سیاه          |
| ۲      | مولن روژ!                |

## به یادبود
The annual In Memoriam tribute, presented by actor کوین اسپیسی، honored the following people.
| - جک لمون - نایجل هاثورن - بیاتریس استرایت - آیلین هکارت - جیسون میلر - آن سوترن - هارولد راسل - کیم استنلی - مایکل ریچی - تد دم - باد بتیکر - تشیگاهارا هیروشی - هربرت راس | - جولیا فیلیپس - جی لیوینگستون - ویلیام هانا - چاک جونز - ساموئل زد. آرکوف - دانیلو دوناتی - Sacha Vierny - جان ای. آلونزو - کرول اکونر - عالیه - جرج هریسون - آنتونی کوئین |